# Roses (The Chainsmokers)
"Roses" is een single van de Amerikaanse dj-duo The Chainsmokers. Het werd uitgebracht als de tweede single van hun debuut-ep Bouquet op 16 juni 2015. De single bevat vocalen van de Amerikaanse zangeres Elizabeth Roze Mencel, beter bekend als Rozes.

## Videoclip
De videoclip van de single kwam uit op 7 augustus 2015.

## Tracklijst
| Nr. | Titel             | Duur |
| --- | ----------------- | ---- |
| 1.  | Roses (met ROZES) | 3:46 |

| Nr. | Titel                     | Duur |
| --- | ------------------------- | ---- |
| 1.  | Roses (The Him remix)     | 2:57 |
| 2.  | Roses (Zaxx remix)        | 3:10 |
| 3.  | Roses (King Arthur remix) | 3:04 |
| 4.  | Roses (Loosid remix)      | 3:45 |

## Hitnoteringen

### Nederlandse Top 40
| Hitnotering: 13-02-2016 t/m 30-04-2016 | Hitnotering: 13-02-2016 t/m 30-04-2016 | Hitnotering: 13-02-2016 t/m 30-04-2016 | Hitnotering: 13-02-2016 t/m 30-04-2016 | Hitnotering: 13-02-2016 t/m 30-04-2016 | Hitnotering: 13-02-2016 t/m 30-04-2016 | Hitnotering: 13-02-2016 t/m 30-04-2016 | Hitnotering: 13-02-2016 t/m 30-04-2016 | Hitnotering: 13-02-2016 t/m 30-04-2016 | Hitnotering: 13-02-2016 t/m 30-04-2016 | Hitnotering: 13-02-2016 t/m 30-04-2016 | Hitnotering: 13-02-2016 t/m 30-04-2016 | Hitnotering: 13-02-2016 t/m 30-04-2016 | Hitnotering: 13-02-2016 t/m 30-04-2016 |
| Week:                                  | 1                                      | 2                                      | 3                                      | 4                                      | 5                                      | 6                                      | 7                                      | 8                                      | 9                                      | 10                                     | 11                                     | 12                                     |                                        |
| -------------------------------------- | -------------------------------------- | -------------------------------------- | -------------------------------------- | -------------------------------------- | -------------------------------------- | -------------------------------------- | -------------------------------------- | -------------------------------------- | -------------------------------------- | -------------------------------------- | -------------------------------------- | -------------------------------------- | -------------------------------------- |
| Positie:                               | 39                                     | 29                                     | 21                                     | 15                                     | 16                                     | 18                                     | 20                                     | 23                                     | 25                                     | 26                                     | 28                                     | 35                                     | uit                                    |

### NederlandseSingle Top 100
| Hitnotering: 09-01-2016 t/m | Hitnotering: 09-01-2016 t/m | Hitnotering: 09-01-2016 t/m | Hitnotering: 09-01-2016 t/m | Hitnotering: 09-01-2016 t/m | Hitnotering: 09-01-2016 t/m | Hitnotering: 09-01-2016 t/m | Hitnotering: 09-01-2016 t/m | Hitnotering: 09-01-2016 t/m | Hitnotering: 09-01-2016 t/m | Hitnotering: 09-01-2016 t/m | Hitnotering: 09-01-2016 t/m | Hitnotering: 09-01-2016 t/m | Hitnotering: 09-01-2016 t/m | Hitnotering: 09-01-2016 t/m | Hitnotering: 09-01-2016 t/m | Hitnotering: 09-01-2016 t/m | Hitnotering: 09-01-2016 t/m | Hitnotering: 09-01-2016 t/m | Hitnotering: 09-01-2016 t/m | Hitnotering: 09-01-2016 t/m | Hitnotering: 09-01-2016 t/m |
| Week:                       | 1                           | 2                           | 3                           | 4                           | 5                           | 6                           | 7                           | 8                           | 9                           | 10                          | 11                          | 12                          | 13                          | 14                          | 15                          | 16                          | 17                          | 18                          | 19                          | 20                          |                             |
| --------------------------- | --------------------------- | --------------------------- | --------------------------- | --------------------------- | --------------------------- | --------------------------- | --------------------------- | --------------------------- | --------------------------- | --------------------------- | --------------------------- | --------------------------- | --------------------------- | --------------------------- | --------------------------- | --------------------------- | --------------------------- | --------------------------- | --------------------------- | --------------------------- | --------------------------- |
| Positie:                    | 62                          | 45                          | 34                          | 28                          | 30                          | 27                          | 31                          | 23                          | 18                          | 21                          | 21                          | 21                          | 26                          | 28                          | 32                          | 33                          | 36                          | 45                          | 49                          | 55                          |                             |
| Week:                       | 21                          | 22                          | 23                          | 24                          | 25                          | 26                          | 27                          | 28                          | 29                          | 30                          | 31                          | 32                          | 33                          | 34                          | 35                          | 36                          | 37                          | 38                          | 39                          | 40                          |                             |
| Positie:                    | 71                          | 84                          | 80                          | 91                          |                             |                             |                             |                             |                             |                             |                             |                             |                             |                             |                             |                             |                             |                             |                             |                             |                             |

### 3FM Mega Top 50
| Hitnotering: 13-02-2016 t/m 14-05-2016 | Hitnotering: 13-02-2016 t/m 14-05-2016 | Hitnotering: 13-02-2016 t/m 14-05-2016 | Hitnotering: 13-02-2016 t/m 14-05-2016 | Hitnotering: 13-02-2016 t/m 14-05-2016 | Hitnotering: 13-02-2016 t/m 14-05-2016 | Hitnotering: 13-02-2016 t/m 14-05-2016 | Hitnotering: 13-02-2016 t/m 14-05-2016 | Hitnotering: 13-02-2016 t/m 14-05-2016 | Hitnotering: 13-02-2016 t/m 14-05-2016 | Hitnotering: 13-02-2016 t/m 14-05-2016 | Hitnotering: 13-02-2016 t/m 14-05-2016 | Hitnotering: 13-02-2016 t/m 14-05-2016 | Hitnotering: 13-02-2016 t/m 14-05-2016 | Hitnotering: 13-02-2016 t/m 14-05-2016 | Hitnotering: 13-02-2016 t/m 14-05-2016 |
| Week:                                  | 1                                      | 2                                      | 3                                      | 4                                      | 5                                      | 6                                      | 7                                      | 8                                      | 9                                      | 10                                     | 11                                     | 12                                     | 13                                     | 14                                     |                                        |
| -------------------------------------- | -------------------------------------- | -------------------------------------- | -------------------------------------- | -------------------------------------- | -------------------------------------- | -------------------------------------- | -------------------------------------- | -------------------------------------- | -------------------------------------- | -------------------------------------- | -------------------------------------- | -------------------------------------- | -------------------------------------- | -------------------------------------- | -------------------------------------- |
| Positie:                               | 38                                     | 30                                     | 19                                     | 22                                     | 19                                     | 19                                     | 25                                     | 25                                     | 25                                     | 25                                     | 29                                     | 29                                     | 29                                     | 41                                     | uit                                    |